# سرور سرخوش
سرور سرخوش (زاده ۱ ژوئن ۱۹۴۲ در ارزگان-درگذشت ۲۹ اوت ۱۹۸۳)، خواننده و شاعر اهل افغانستان است. وی برادر بزرگتر داوود سرخوش خواننده مشهور است.

## زندگی و سرگذشت
سرور سرخوش زاده ۱ ژوئن ۱۹۴۲ (۱۱ خرداد ۱۳۲۱) در قریه غجورباش، ولسوالی سنگتخت و بندر، ارزگان، (دایکندی فعلی) است. وی تحصیلات ابتدایی و متوسطه خود را در زادگاهش به اتمام رساند. در همان سال‌ها با به زندان افتادن پدرش، مسئولیت خانواده بر دوش وی که فرزند ارشد بود افتاد و نتوانست تحصیلات خود را ادامه دهد. وی به مدت ۲ سال تا سال ۱۳۴۹ در ولسوالی لعل و سرجنگل به سربازی مشغول شد و پس از پایان دوره خدمت نظامی در مدرسه دوغور بندر که خود وی نیز در آن تحصیل کرده بود به عنوان سر معلم مشغول به فعالیت شد و تا سال ۱۳۵۲ در همان مدرسه مشغول به تدریس بود. وی در آن سال‌ها مدتی به عنوان مأمور مالیات مشغول به فعالیت شد. مشاهده تبعیض و بی عدالتی علیه قومش، سرخوش را به سمت شعر و هنر سوق داد و وضعیت نابرابر جامعه و ستم بر مردم را در قالب شعر به تصویر کشید و زندگی مردم محروم را از این طریق بیان می‌کرد. وی بعدها همسو با مردم علیه حکومت وقت به پا خواست. سرور سرخوش در سال ۱۳۶۱ به پاکستان مهاجرت کرد و با تنظیم نسل نو هزاره مشغول به همکاری شد و پس از مدتی به افغانستان بازگشت.

## ترور
سرخوش پس از بازگشت از پاکستان به افغانستان برای متحد کردن و هماهنگی بین هزاره‌ها فعالیت‌هایی را انجام داد و به همین منظور در سال ۱۹۸۳ به ولایت بادغیس سفر کرد و دیداری با هزاره‌های آنجا داشت؛ و پس از بازگشت از این سفر در ۲۹ اوت ۱۹۸۳ (۷ شهریور ۱۳۶۲) توسط سران پاسداران جهاد اسلامی افغانستان در یک عملیات تروریستی کشته شد.

## شعر
نمونه شعری از سرور سرخوش:
مادران به طفلان گوی لای لای آزادی نغمه خوان به گهواره از نوای آزادی
نسل ملت غیور زادهٔ مسلمانیم ای هزارهٔ محروم از صبای آزاد
درس انقلابی گو تو به طفل پاک خود تا بکی شوی محروم از فضای آزادی
نو نهال هزاره، همچو شمعی تابنده تو مشو به کس بنده در فضای آزادی
مادری پر از مهرم صادق و صفای کو؟ آن معلم دانا و درسهای آزادی؟
مادران به طفلانت درس تاریخ آموزی گو هزارهٔ پاکی در سرای آزادی
سرخوشا مگو دیگر قصهٔ ارزگان را
تاریخ شهیدان را
هر چه بود همی دانیم در صبای آزادی

## مراسم‌های یادبود
دومین جشنواره دمبوره که در سال ۱۳۹۷ در بامیان به نکوداشت سرور سرخوش برگزار شد.